# Dolby Stereo
Il Dolby Stereo è uno standard proprietario di audio multicanale sviluppato dalla Dolby Laboratories (detentrice anche dei diritti di utilizzo) per la distribuzione di film su pellicola 35 mm, il supporto cinematografico fino al primo decennio degli anni 2000 più utilizzato per la distribuzione di film nelle sale cinematografiche. Utilizzato a partire dal 1975, la sua caratteristica principale, che ne ha decretato un vastissimo successo tanto da renderlo, negli anni '80 del XX secolo, uno standard de facto per la pellicola 35 mm, è che si presenta come audio stereofonico.
Il Dolby Stereo utilizza un sistema di riduzione di rumore per il miglioramento delle prestazioni audio. Tale sistema è il "Dolby A" e, a partire dal  1987, il "Dolby SR", quest'ultimo in grado di offrire migliori prestazioni.

## Caratteristiche dell'audio Dolby Stereo
L'audio Dolby Stereo prevede tre diverse configurazioni di canali audio, due a tre canali audio e una a quattro:
| Canali audio                                                              | Simbolo grafico |
| ------------------------------------------------------------------------- | --------------- |
| - anteriore sinistro - anteriore centrale - anteriore destro              |                 |
| - anteriore sinistro - anteriore destro - posteriore                      |                 |
| - anteriore sinistro - anteriore centrale - anteriore destro - posteriore |                 |

Fatta eccezione per pochi casi, normalmente la configurazione utilizzata è quella che prevede il massimo numero di canali audio, cioè quella a quattro canali audio.
L'audio Dolby Stereo è implementato codificando i canali anteriore centrale e posteriore (quando presenti) nei canali anteriore sinistro e anteriore destro mantenendoli riproducibili come canali stereofonici. L'audio Dolby Stereo, come detto all'inizio, si presenta infatti come audio stereofonico riproducibile come audio Dolby Stereo attraverso l'apposito decoder oppure, nell'eventualità che non si disponga di tale decoder, come audio stereofonico o anche monofonico visto che a sua volta l'audio stereofonico è riproducibile come audio monofonico.
Questa caratteristica ne ha decretato un vastissimo successo tanto da renderlo, come già detto, uno standard de facto per la pellicola 35 mm. Gli esercenti delle sale cinematografiche non sono infatti obbligati a dotarsi di decoder Dolby Stereo per riprodurre l'audio Dolby Stereo, possono mantenere l'attuale impianto di riproduzione audio riproducendo l'audio Dolby Stereo come audio stereofonico o monofonico. Anche i produttori cinematografici sanno che adottando l'audio Dolby Stereo non ci sono impedimenti tecnici per la sua riproduzione nelle sale cinematografiche.

## Audio Dolby Stereo sulla pellicola 35 mm

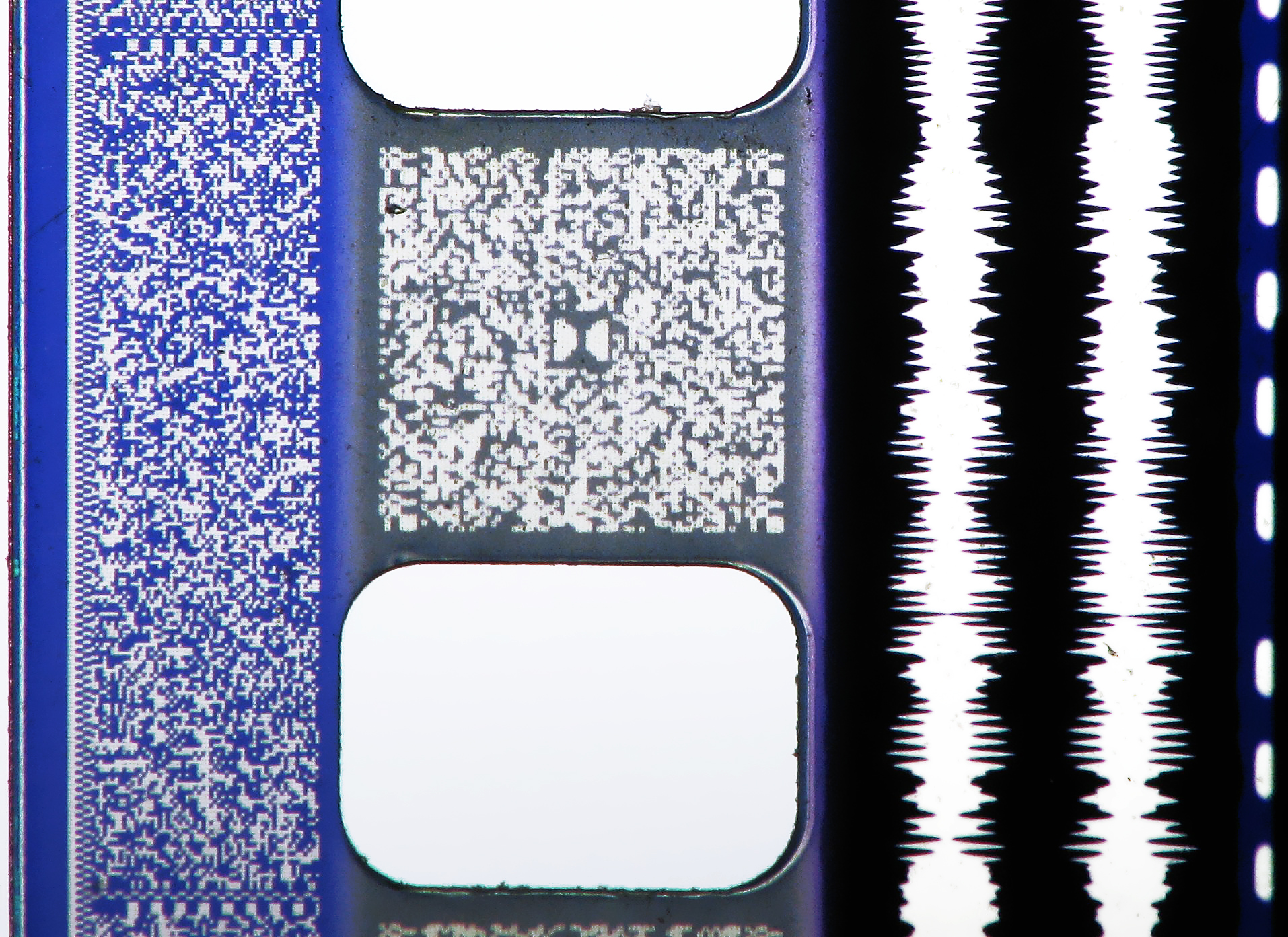
Porzione di una pellicola cinematografica 35 mm

L'audio Dolby Stereo viene inciso in forma analogica sulla pellicola cinematografica 35 mm su cui sono impresse anche le immagini del film. La tecnica di incisione dell'audio Dolby Stereo è una tecnica ottica e la posizione dove viene inciso è la medesima in cui già precedentemente era inciso, e anche oggi può essere inciso, l'audio stereofonico o monofonico in forma analogica sempre mediante la stessa tecnica ottica.
L'audio Dolby Stereo più precisamente viene inciso tra i fotogrammi al centro della pellicola e i fori di trascinamento della stessa posizionati sulla sinistra. Nell'immagine a lato che mostra l'ingrandimento di una porzione di pellicola cinematografica 35 mm, l'audio Dolby Stereo è rappresentato dalle due strisce verticali dentellate di colore chiaro posizionate a destra dei fori di trascinamento della pellicola. Le due strisce verticali rappresentano i due canali audio in cui sono codificati i quattro canali audio dell'audio Dolby Stereo.
Essendo l'audio Dolby Stereo riproducibile come audio stereofonico o monofonico, essendo inciso nella medesima posizione in cui precedentemente veniva già inciso l'audio stereofonico, sempre come audio analogico e con la medesima tecnica di incisione, non è necessario l'acquisto di nessuna nuova apparecchiatura per la riproduzione dell'audio Dolby Stereo, a patto ovviamente di riprodurlo come audio stereofonico o monofonico. Se invece lo si vuole riprodurre come audio Dolby Stereo è necessario adeguare l'impianto di riproduzione audio dotandosi di decoder Dolby Stereo e di ulteriori amplificatori audio e diffusori acustici per la riproduzione dei canali audio aggiuntivi.

## Storia
Il primo film con audio Dolby Stereo, Lisztomania, è stato distribuito negli Stati Uniti (il 10 ottobre 1975). La configurazione dei canali audio utilizzata per tale film è stata quella priva del canale audio posteriore. Il primo film con la configurazione a quattro canali audio, A Star Is Born, è stato distribuito sempre negli Stati Uniti (il 17 dicembre 1976). Il film che ha suscitato l'attenzione del pubblico e dei cineasti sul Dolby Stereo è stato il grandissimo successo Star Wars, uscito nelle sale cinematografiche degli Stati Uniti il 25 maggio 1977 per il quale è stata utilizzata sempre la configurazione a quattro canali audio. In dieci anni, a partire dal 1975, oltre 6000 sale cinematografiche in tutto il mondo sono state attrezzate per la riproduzione dell'audio Dolby Stereo.